# Phorotrophus
Phorotrophus is een geslacht van insecten uit de orde vliesvleugeligen (Hymenoptera) en de familie Ichneumonidae.

## Soorten
- P. acarinatus Benoit, 1952
- P. alcides (Wilkinson, 1930)
- P. ater (Tosquinet, 1896)
- P. basilewskyi Benoit, 1952
- P. bivittatus (Morley, 1916)
- P. caffrariae Benoit, 1952
- P. capensis (Holmgren, 1868)
- P. congoensis Benoit, 1952
- P. ealensis Benoit, 1952
- P. elevatus Benoit, 1952
- P. flavus (Roman, 1910)
- P. hastatus (Seyrig, 1932)
- P. kaluleus Benoit, 1952
- P. katangensis Benoit, 1952
- P. limpidus Benoit, 1955
- P. maculiceps (Seyrig, 1932)
- P. magnificus (Seyrig, 1932)
- P. malaisei Benoit, 1952
- P. mameti Benoit, 1952
- P. mangbetuorum Benoit, 1952
- P. maynei Benoit, 1953
- P. nigromaculatus Benoit, 1952
- P. perplexus Benoit, 1952
- P. pulcher (Szepligeti, 1914)
- P. radialis (Seyrig, 1932)
- P. schoutedeni Benoit, 1952
- P. solitarius Benoit, 1952
- P. stictor Benoit, 1952
- P. thouvenoti (Seyrig, 1932)
- P. tosquineti (Benoit, 1951)
- P. tricolor (Seyrig, 1934)
- P. trilobus Saussure, 1892
- P. trimaculatus (Tosquinet, 1896)